# Чали Баши
Чали Баши (на гръцки: Μαυρόπρινος, Мавропринос, до 1927 година  Τσαλί Μπασή, Цали Баси или Γιουρούκηδες, Юрукидес) е обезлюдено село в Гърция, намиращо се на територията на дем Просечен, област Източна Македония и Тракия.

## География
Селото се намирало в южните склонове планината Щудер.

## История
В XIX век Чали Баши е пръснато турско юрушко село в Османската империя. Състои се от шест махали – Мезе, Буджак, Доспат, Джами махале, Загуш и Пашина. Според статистиката на Васил Кънчов („Македония. Етнография и статистика“) към 1900 година Чила Баши има 1162 жители турци.
Чали Баши попада в Гърция в 1913 година. В 1923 година по силата на Лозанския договор жителите на селото са изселени в Турция и то не е обновено.
| Година    | 1913 | 1920 | 1928 | 1940 | 1951 | 1961 | 1971 | 1981 | 1991 | 2001 | 2011 | 2021 |
| --------- | ---- | ---- | ---- | ---- | ---- | ---- | ---- | ---- | ---- | ---- | ---- | ---- |
| Население | 1420 | 1464 |      |      |      |      |      |      |      |      |      |      |